# إيندرا ديفي
إيندرا ديفي (باللاتفية: Indra Devi)‏ (بالروسية: Индра Деви)‏ هي مُدرسة وممثلة روسية ولاتفية، ولدت في 12 مايو 1899 في ريغا في لاتفيا، وتوفيت في 25 أبريل 2002 في بوينس آيرس في الأرجنتين.

## سنواتها المبكرة
وُلدت إيندرا في 12 مايو من عام 1899 في ريغا، الإمبراطورية الروسية (لاتفيا حاليًا)، والدها فاسيلي بيترسون، مدير بنك سويدي، ووالدتها أليكساندرا لابونسكايا، نبيلة روسية مثلت في مسرح نيز لوبينا. تعلمت في المدرسة الثانوية في سانت بطرسبرغ، وتخرجت بميدالية ذهبية في عام 1917. التحقت لفترة وجيزة بمدرسة الدراما في موسكو. في الثورة الروسية، خدم والدها كضابط في الجيش واختفى أثناء الحرب الأهلية. هربت إيندرا ووالدتها إلى لاتفيا عندما وصل البلاشفة إلى السلطة في عام 1917، وفقدوا الثروة التي امتلكتها العائلة. في عام 1920 انتقلوا إلى بولندا، وفي عام 1921 إلى برلين، حيث أصبحت ممثلة وراقصة.

## مسارها المهني

### الهند
بدأ افتتان ديفي بالهند في سن الخامسة عشرة عندما قرأت كتابًا للشاعر والفيلسوف رابيندراناث وكتاب تعليمي حول اليوغا من تأليف يوغي راما شاراكا. في برلين، عملت كممثلة، قامت بجولة في أوروبا، وقبلت عرضًا للزواج من المصرفي هيرمان بولم، بشرط أن تتمكن أولًا من الذهاب إلى الهند؛ وافق ودفع ثمن الرحلة. انطلقت في 17 نوفمبر 1927، عابرة الهند من الجنوب إلى الشمال، حيث ارتدت الساري لأول مرة، وجلست على الأرض وأكلت بأصابعها. عادت بعد ثلاثة أشهر، امرأة متغيرة، تتحدث فقط عن الهند، وأعادت خاتم خطوبة بولم. سرعان ما عادت إلى الهند، لبيع مقتنياتها الثمينة لدفع ثمن الرحلة. عندما كانت ترقص (رقصة المعبد الهندي) في الجمعية الثيوصوفية في أديار (مدراس، تشيناي الآن)، قابلت جواهر لال نهرو، وبدأت صداقتهما طويلة الأمد، كما تعرّفت أيضًا على المخرج الهندي بهاجواتي ميشرا. في عام 1930، تزوجت من جان ستراكاتي، المستشار التجاري للقنصلية التشيكوسلوفاكية في بومباي، وعاشت لعدة سنوات هناك.
أصبحت مهتمة باليوغا، وطلبت أن تدرس مع أمير نيبال موسوري. في عام 1938، قبلها على مضض كطالبة بعد أن تحدث عنها صاحب العمل، مهراجا ميسور. اضطرت إلى الالتزام بالنظام الغذائي النباتي الصارم وساعات الرهبنة، مع نظام النوم في الساعة 9 مساءً.

### الصين
في عام 1939، عقدت ما يُعتقد أنه دروس اليوغا الأولى في الصين وافتتحت مدرسة في شنغهاي في منزل مدام شيانغ كاي شيك، زوجة الزعيم القومي. بدأت الدروس بعشرين دقيقة من الاسترخاء في شافاسانا، والانحناءات الخلفية اللطيفة مثل وضعية الكوبرا، ووضعية اللوتس (بما في ذلك الميل إلى الأمام)، ثم الوقوف على الرأس مقابل الحائط للمبتدئين. كان هناك العديد من الأمريكيين والروس بين تلاميذها. كما قامت بتدريس فصول مجانية في دور الأيتام. بدأ المزيد والمزيد من الناس يطلقون عليها اسم ماتاغي، وهو ما يعني الأم المحترمة.

### الهند والصين
توفي زوجها بشكل غير متوقع في عام 1946، وعادت ديفي إلى الهند، ووصلت إلى بومباي حيث كان الراج البريطاني يقترب من نهايته. استضافها مهراجا تيري قرهوال في قصره في جبال الهيمالايا. كانت تأمل في البقاء في كشمير لتعليم اليوغا في مركز يديره الراهب الكمبودي بيلونغ ماهاثيرا، لكن والدتها اتصلت بها من شنغهاي، حيث كان الجيش يستولي على منزل ديفي في الحرب الأهلية الصينية. وصلت ديفي إلى هناك في الوقت المناسب لبيع العديد من ممتلكاتها قبل الاستيلاء على المنزل. ادعت لاحقًا أنها أرادت العودة إلى الهند، لكنها حصلت على تأشيرة دخول للولايات المتحدة، وأبحرت على متن السفينة الحربية يو إس إس الجنرال دبليو إتش جوردون إلى سان فرانسيسكو في نهاية عام 1947.

### الولايات المتحدة
في ولاية كاليفورنيا، بمساعدة وضعها السابق كزوجة دبلوماسي ذات أسلوب أرستقراطي، قابلت المؤلف والفيلسوف ألدوس هكسلي وكريشنامورتي، مما أتاح لها الوصول إلى الأمريكيين ذوي الميول الروحية؛ كان أكثرهم قيمة بالنسبة لها هو خبير النظام الغذائي والصحة بول براغ.
قامت بتدريس اليوغا للعديد من المشاهير بما في ذلك غريتا غاربو وإيفا غابور وغلوريا سوانسون. وكان من بين طلابها أيضًا رامون نوفارو وروبرت ريان ويول برينر وجنيفر جونز وعازف الكمان يهودي مينوهين.
في عام 1953 تزوجت ديفي من طبيب الأنثروبولوجيا الألماني سيغفريد كناور. في منتصف الخمسينيات من القرن الماضي حصلت على الجنسية الأمريكية وغيرت اسمها القانوني إلى إيندرا ديفي. في عام 1960 زارت اتحاد الجمهوريات الاشتراكية السوفياتية، حيث ذهبت إلى سانت بطرسبرغ (ثم لينينغراد) لأول مرة منذ 40 عامًا، والتقت بوزراء الحكومة أندريه غروميكو وأليكسي كوسيغين في حفل استقبال السفير الهندي في فندق سوفيتسكايا. سجلت ديفي لاحقًا العديد من المحاضرات التعليمية حول اليوغا، بما في ذلك (جدد حياتك مع اليوغا).

### أمريكا اللاتينية
في عام 1961، اشترت ديفي مزرعة كبيرة بالقرب من تيكاتي في المكسيك. وفتحت مؤسسة هناك. منذ عام 1966، أصبحت قريبة من المعلم الهندوسي ساتيا ساي بابا، وسافرت كثيرًا من تيكاتي إلى بنغالور وبوتابارثي. انتقلت مع زوجها المريض جدًا إلى بنغالور في عام 1977. في عام 1984 قامت هي وكنور برحلة إلى سريلانكا، حيث توفي هناك.
في عام 1985 انتقلت إلى الأرجنتين. في عام 1987، انتُخبت رئيسة شرف للاتحاد الدولي لليوغا، واتحاد أمريكا اللاتينية لليوغا تحت رئاسة سوامي مايترياناندا في مونتيفيديو، أوروغواي. توفيت في بوينس آيرس عام 2002.

## الإرث
علّقت كاتبة سيرتها الذاتية، ميشيل غولدبرغ، على أن هدف ديفي الوحيد في معظم حياتها كان إحضار اليوغا إلى الغرب، وعندما أصبحت جزءًا في كل مكان من الثقافة الحضرية العالمية، دلالة على أسلوب حياة صحي ومثير في آنٍ واحد. في التسعينيات، نجحت بالتأكيد، حتى لو كانت اليوغا الجديدة أقوى بكثير من الأسلوب الذي كانت تدرسه. تكتب غولدبرغ أن اليوغا لا تزال، كما قالت ديفي، تغلب عليها النساء، على الرغم من التدريبات والأنشطة الكثيرة لليوغا. لقد خلقت رابطًا في العقل الغربي بين اليوغا والأغذية العضوية، والمنتجعات الصحية الشاملة ومنتجات التجميل الحيوية. في الواقع، تقترح غولدبرغ أن ديفي هي الشخص الذي حوّل نظامًا ذكوريًا للغاية إلى طقوس رفع المستوى للمرأة العالمية والروحانية ولكن غير المتدينة. ثقافة هجينة، مع فجوة هائلة بين الشابات الرشيقات اللواتي يرتدين ملابس اليوغا ... على ضفاف نهر الغانج. لاحظت غولدبرغ أن هذا قد يكون مخيبا للآمال: فالعديد من أوضاع اليوغا، كما كتبت، هي من منشأ حديث نسبيًا؛ لكن من وجهة نظرها أيضًا: قد لا يكون ممارسو اليوغا الغربيون اليوم من أتباع باتانغالي، لكنهم كذلك.. جزء من سلالة تعود إلى مدام بلافاتسكي وآني بيسانت وإيندرا ديفي.